# Кендзёра, Ежи
Ежи Мариан Кендзёра (пол. Jerzy Marian Kędziora), псевдоним JotKa (5 сентября 1947, Ченстохова) — скульптор и медальер, дизайнер интерьеров и ландшафтный дизайнер. Известен уникальными балансирующими скульптурами.

## Биография
В 1972 окончил школу Государственную Высшую школу изобразительных искусств (ныне Академия изящных искусств) в Гданьске, Университет изящных искусств в Познани. Учась студентом в Гданьске, был свидетелем событий 1968 и 1970 годов, зарождения профсоюза «Солидарность», повлиявшего на его мировоззрение и ряд работ.
Участник отечественных и международных симпозиумов и фестивалей. В настоящее время является преподавателем ченстоховского Объединения школы искусств им. Яка Малчевского в Ченстохове. В 1997 году получил Премию им. Кароля Мярки. В 2022 году награждён медалью «За заслуги в культуре Gloria Artis».

## Галерея работ
- Мальчик, ловящий рыбу. Берлин
- «Обнажение» или «фетиш Деяниры» в  Томашовицах
- Подвесная скульптура. Почесна
- Переходящий через реку. Быдгощ